# Улица Косте Трифковића (Београд)
| Улица Косте Трифковића | Улица Косте Трифковића   |
| ---------------------- | ------------------------ |
|                        |                          |
| Општина                | Звездара                 |
| Крај                   | Булевар краља Александра |
| Дужина                 | 1000м m                  |
| Ширина                 | 10 m                     |
|                        |                          |
|                        |                          |

Улица Косте Трифковића у Београду полази од шуме дела између Звездаре и Улице Матице српске у Миријеву и, правећи готово пун круг, спушта се према Булевару краља Александра. Пролази поред Будманијеве улице и Улице Фрање Клуза са десне стране, те улица Мајке Ангелине, Браће Тодоровић и Руже Јовановић са леве.

## Име улице
Улица је добила назив по комедиографу Кости Трифковићу (1843-1875), рођеном у Новом Саду. Иако се бавио различитим занимањима (поморац, правник), његово целоживотно опредељење било је драмско стваралаштво, где се угледао на великог претходника Јована Стерију Поповића.
Мада је живео у време процвата романтизма, Коста Трифковић се више окренуо реалистичкој драми, и написао је велики број комада и једночинки међу којима су: Младост Доситеја Обрадовића, На Бадњи дан, Честитам, Школски надзорник, Избирачица, Љубавно писмо, Мило за драго, Ни бригеша, Пола вина пола воде, итд.
За разлику од Стеријиних или Нушићевих, Трифковићеве комедије, у којима приказује  живот војвођанских Срба, нису толико комедије карактера, већ комедије ситуације и интриге, чији је циљ да насмеју публику, а не да буду друштвена критика.

## Стара окретница
На месту где Улица Косте Трифковића излази на Булевар краља Александра налази се тзв. стара трамвајска окретница, која је до средине 80-их била последња станица трамваја који иду дуж Булевара према Устаничкој улици. Окретница није измештена, али се сада углавном користи као превремено стајалиште.
Како се наводи у Генералном плану Београда из 2003. године „сегмент Булавара краља Александра који се налази у целини 13, између улица Дескашеве и Бајдине, регулационо је недефинисан и угрожен ободном изградњом за планирани ранг саобраћајнице“, те је потребно што пре га регулисати.